# We Share the Same Sun
We Share the Same Sun – czwarty singel alternatywnego zespołu Stereophonics z ich ósmego albumu studyjnego Graffiti on the Train. Został wydany 12 sierpnia 2013 r. w formacie winylowym 10". Piosenka otwiera album.

## Notowania
| Lista                  | Pozycja |
| ---------------------- | ------- |
| Lista Przebojów Trójki | 41      |